# خانه حریری
خانه حریری مربوط به دوره قاجار است و در تبریز، خیابان تربیت، کوچه نور هاشمی، پلاک ۱۳۲ واقع شده و این اثر در تاریخ ۲۷ دی ۱۳۷۷ با شمارهٔ ثبت ۲۲۴۲ به‌عنوان یکی از آثار ملی ایران به ثبت رسیده است.
با توجه به اینکه  تبریز خاستگاه مکتب تبریز اول و مکتب تبریز دوم بوده‌است؛ موزه‌ای تحت عنوان موزه مکاتب هنری تبریز (موزه مکتب هنر تبریز) توسط اداره کل میراث فرهنگی، گردشگری و صنایع دستی آذربایجان شرقی در محل خانه حریری دایر خواهد شد.

## معماری
خانه حریری از دو بخش بیرونی و اندرونی تشکیل شده‌است:
بخش بیرونی
- طبقه زیر‌زمین: حوض‌خانه، انباری‌ها
- طبقه همکف: اتاق طنبی معروف به اتاق نقاشی (عمارت بادگیر)، راهروهای جانبی، تالار شمالی

بخش اندرونی
- در دو طبقه

## نگارخانه

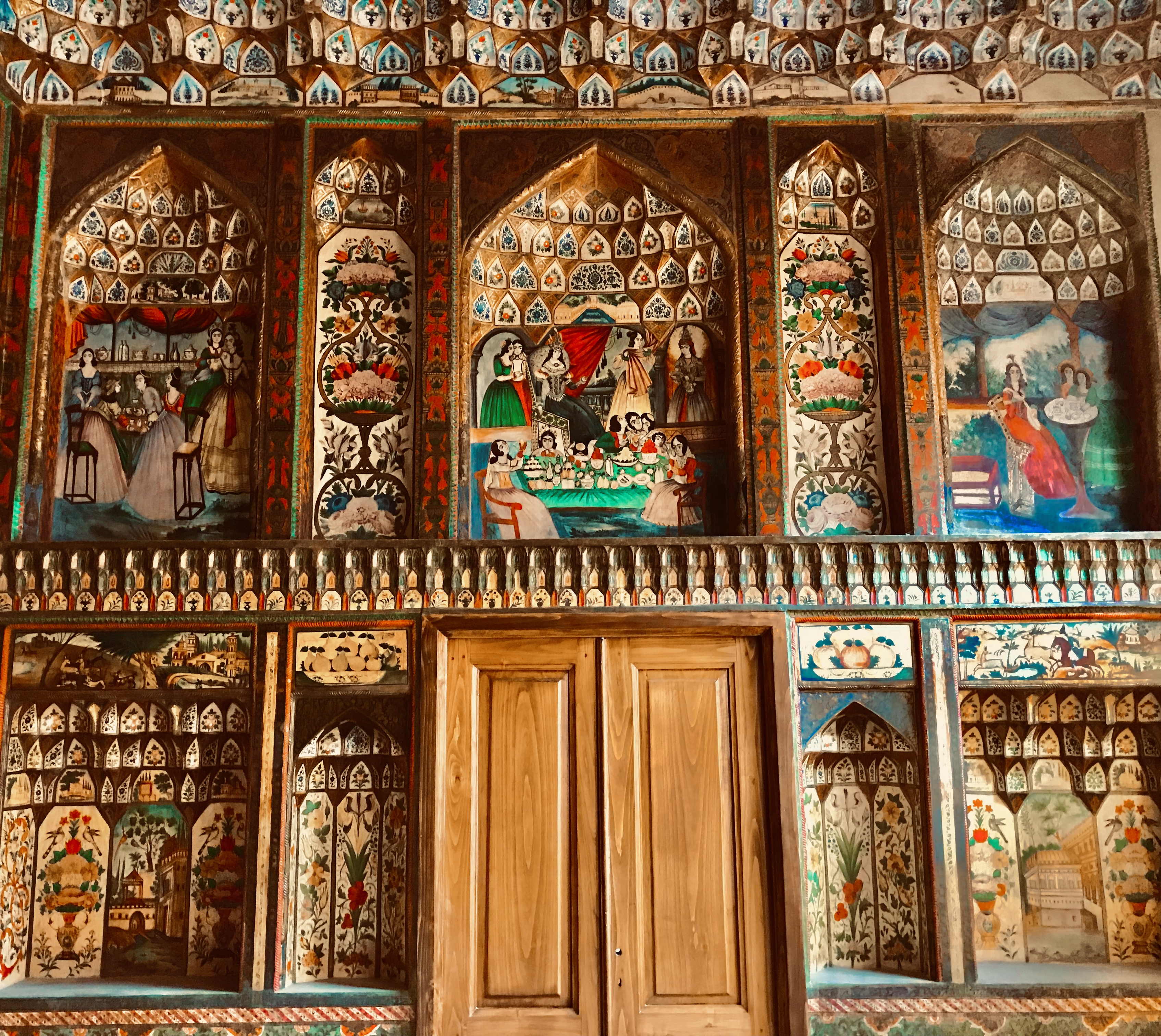
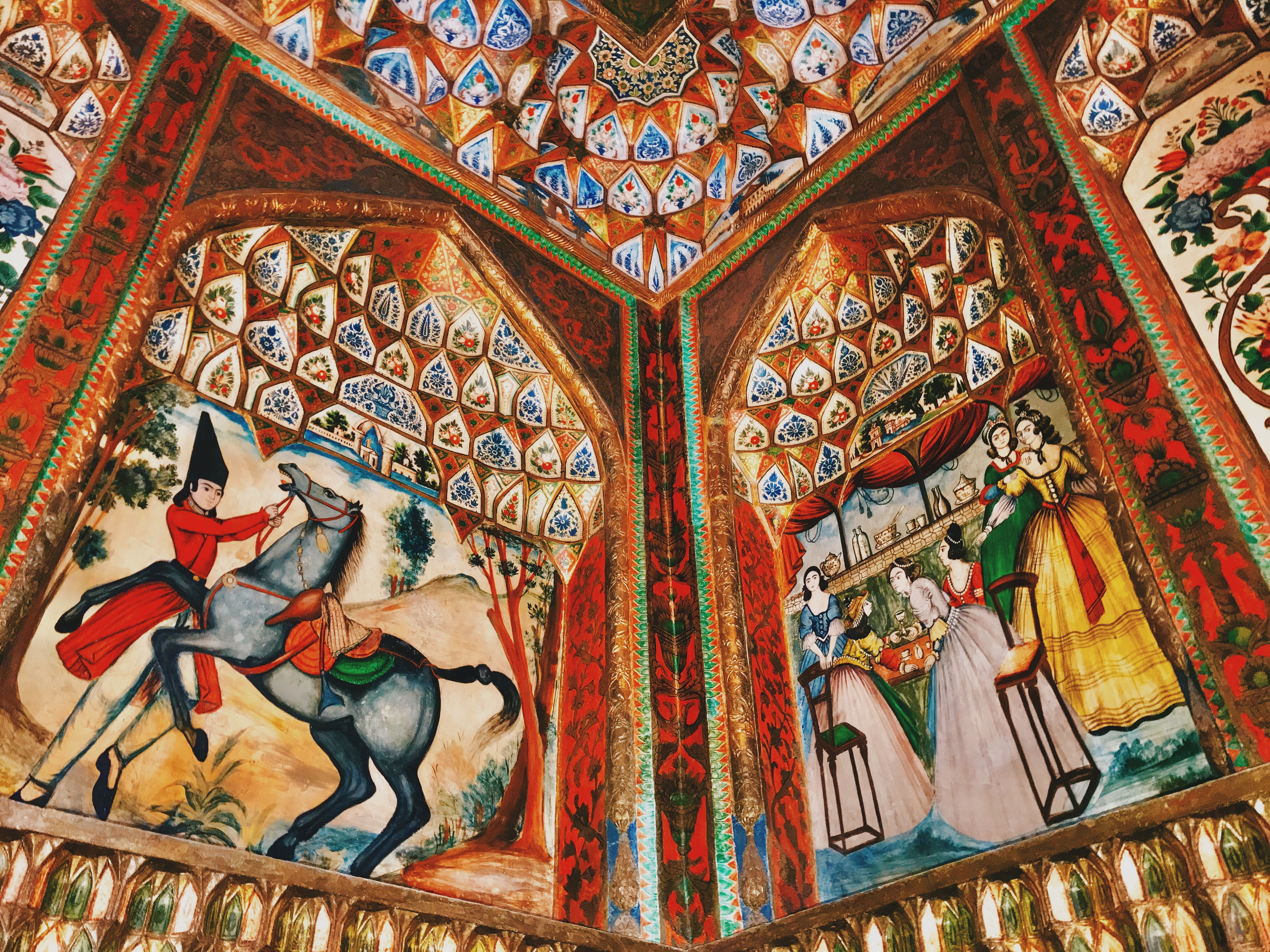
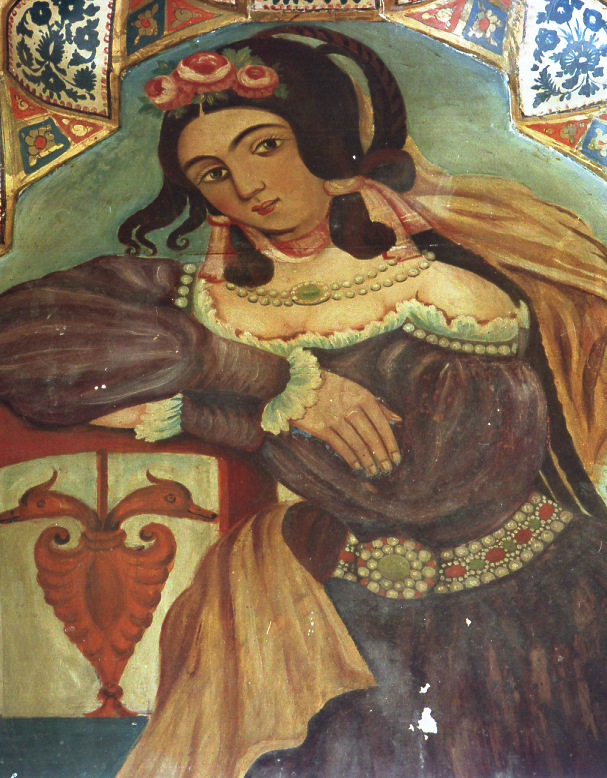
نقاشی داخل طاقچه